# Containerchassis

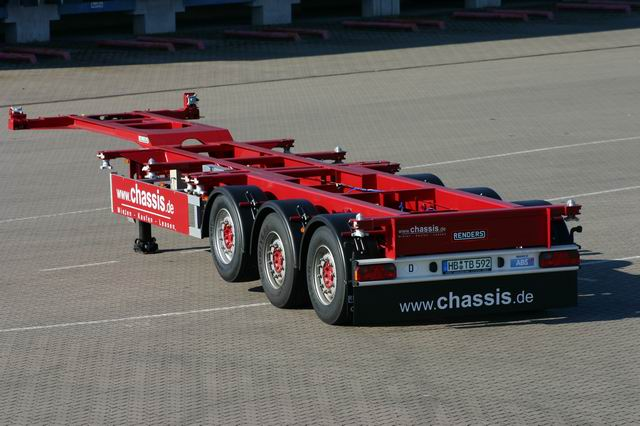
Multi-Gooseneck Containerchassis

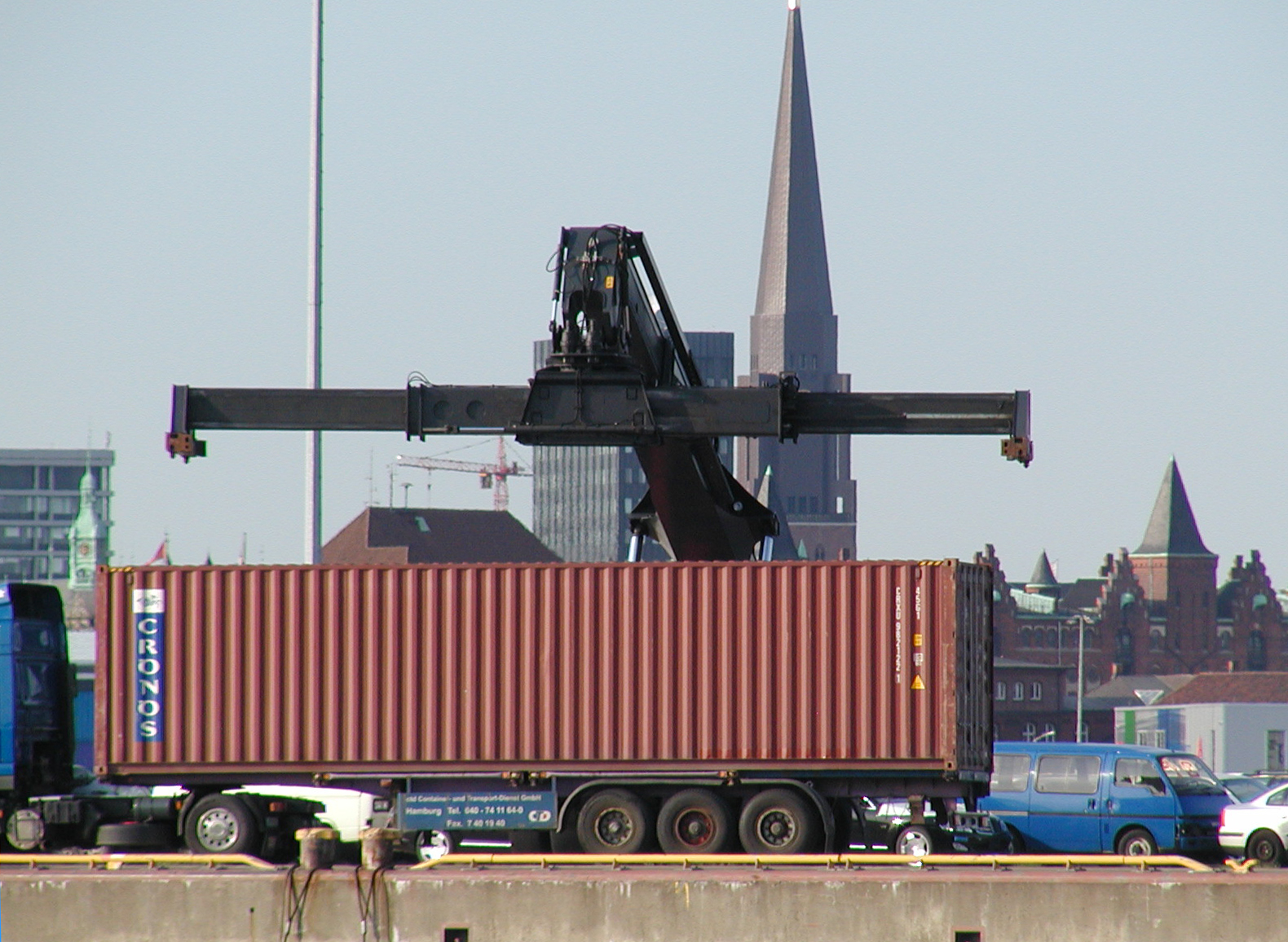
Ein Containerchassis wird entladen

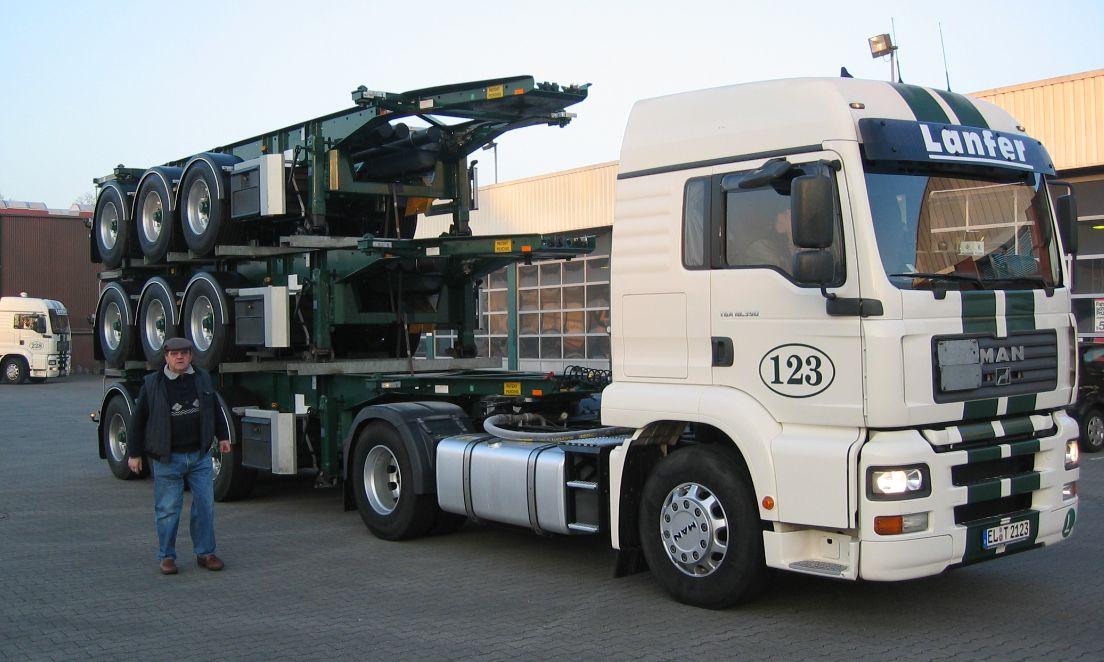
Gestapelter Chassis Transport (Überführung vom Hersteller)

Containerchassis sind Fahrgestelle für ISO-Container, Auflagen und Behälter, welche von unten mit Verriegelungsbolzen (Twistlocks) gesichert werden. Containerchassis werden auch als Lafette bezeichnet. 
Die Abstände der Containerverriegelungen ergeben sich durch die ISO-Normen von Seecontainern.
Ein Containerchassis wird wie ein normaler Sattelauflieger mit einer Sattelzugmaschine bewegt, der Königszapfen verbindet dann das Chassis über die Sattelplatte mit der Zugmaschine. Der Sattelzug hat verschiedene Vorteile gegenüber Lastzügen.

## Schreibweise
Singular und Plural werden gleich geschrieben: Containerchassis.
Meistens spricht man vom Chassis und meint damit das komplette Fahrzeug mit Reifen und Anbauteilen, im Gegensatz zur herkömmlichen Definition des Begriffs Chassis, der nur das Fahrgestell ohne Anbauteile umfasst.

## Typen

### Gooseneck-Chassis

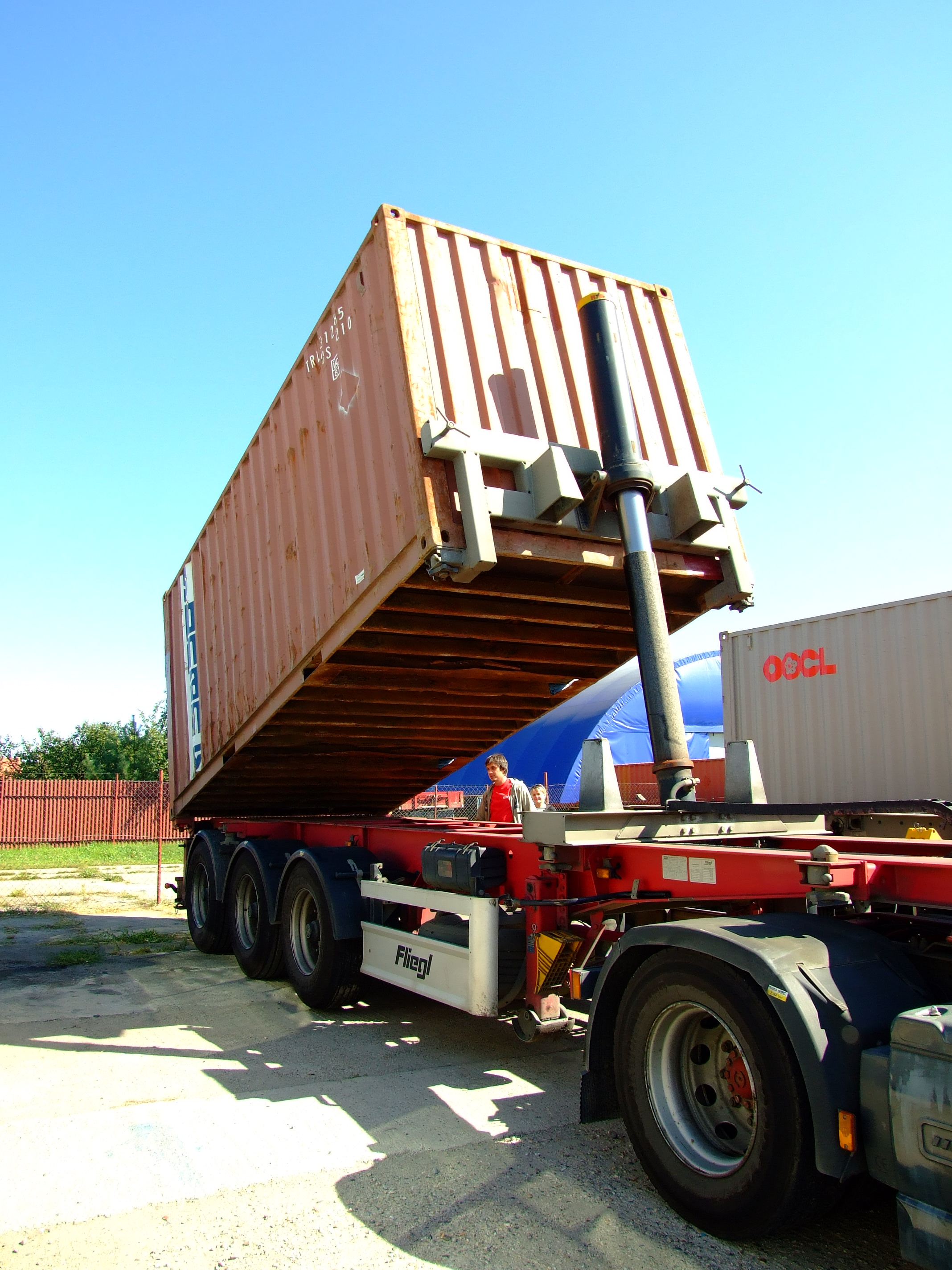
Kippchassis

Containerchassis mit einem Schwanenhals: Dieser dient dazu, die Ladehöhe zu verringern und die Fahreigenschaften zu verbessern.
Die Notwendigkeit zur Verringerung der Ladehöhe des gesamten Fahrzeuges ergab sich durch den Umstand, dass eine Variante der ISO-Container (Seecontainer) zur Erhöhung der Ladekapazität in der Bauform erhöht wurde (High-Cube Container). Dadurch ergab sich bei Beladung auf den bis dahin benutzten planen Container-Chassis eine Gesamthöhe, die in vielen Teilen der Welt (beispielsweise in Europa und den USA) die staatlich erlaubten Gesamthöhen bzw. üblichen Höhenbeschränkungen überschritt. Diese neue Container-Bauform erhielt im vorderen Bereich der Bodenplatte des Containers einen Ausschnitt (Tunnel), welcher sich über den Schwanenhals des Chassis stülpt und somit die Gesamthöhe vermindert.

### Schiebeschlitten-Chassis
Containerchassis mit einem ausfahrbaren Schiebeschlitten am Heck: Dieser dient dazu, die Länge des Chassis je nach aufgenommenem Container möglichst kurz zu halten.

### Multi-Chassis
Containerchassis zur Aufnahme von möglichst unterschiedlichen Containern: Speditionen wird so ermöglicht, mit einem 20-Fuß-Container beim Kunden anzukommen und mit einem 40-Fuß-Container diesen wieder zu verlassen.